# متلازمة هاجدو تشيني
متلازمة هاجدو تشيني، وتسمى أيضًا انحلال العظم مع هشاشة العظام والتغيرات في الجمجمة والفك السفلي، وخلل التنسج المفصلي ومتلازمة تشيني، هي اضطراب خلقي سائد وراثي نادر للغاية يحدث في النسيج الضام يتميز بارتشاف شديد ومفرط للعظام يؤدي إلى هشاشة العظام ومجموعة واسعة من الأعراض المحتملة الأخرى. تسبب الطفرات في جين NOTCH2 -التي حددت في عام 2011- متلازمة هاجدو تشيني. متلازمة هاجدو تشيني نادرة جدًا لدرجة أنه قد أبلغ عن نحو 50 حالة فقط في جميع أنحاء العالم منذ اكتشاف المتلازمة في عام 1948.

## العلامات والأعراض
تسبب متلازمة هاجدو تشيني العديد من المشكلات في الأنسجة الضامة للفرد. تتضمن بعض الخصائص العامة للفرد المصاب بمتلازمة هاجدو تشيني مرونة العظام وتشوهاتها، وقصر القامة، وتأخر اكتساب مهارات الكلام والحركة، والجمجمة الطويلة، والعظم الورمياني، والفك الصغير، والجيوب الأمامية ناقصة التنسج، والانطباع القاعدي، وتراخي المفاصل، وأطراف الأصابع المنتفخة وهشاشة العظام الشديدة. يحدث العظم الورمياني عندما تظهر عظام إضافية بين الدروز القحفية. غالبًا ما لا ترى الأجنة المصابة بمتلازمة هاجدو تشيني وهي تفتح أيديها على الأمواج فوق الصوتية الخاصة بالتوليد. قد يكون لديهم أيضًا آذان منخفضة وقد تكون أعينهم متباعدة أكثر من الشكل المعتاد، وهو ما يسمى بفرط التنسج. يمكن أن يكون لرؤوس الأطفال بعض التشوهات في شكلها وحجمها (الرأس الوارب). كما أن فقدان الأسنان المبكر وتشوهات العظام، مثل التواء (انحناء) عظام الشظية والظنبوب، شائعة أيضًا عند المصابين.

## علم الوراثة
متلازمة هاجدو تشيني هي اضطراب أحادي الجين. الاضطراب وراثي ويتحكم فيه زوج واحد من الجينات. نسخة واحدة من الجين الطافرة على جسيم جسمي تسبب متلازمة هاجدو تشيني. متلازمة هاجدو تشيني هي اضطراب جسمي سائد، ولا يلزم سوى والد واحد لديه الجين المعيب لتمرير الاضطراب إلى النسل.
أثبت أن الطفرات داخل إكسون الترميز الأخير لـ NOTCH2 التي تزيل مجال PEST وتهرب من اضمحلال الرنا المرسال غير المنطقي الوسيط هو السبب الرئيسي لمتلازمة هاجدو تشيني. يلعب جين NOTCH2 دورًا مهمًا جدًا في تكوين الهيكل العظمي. طفرات NOTCH2 التي يبدو أنها تسبب متلازمة هاجدو تشيني تحدث في آخر إكسون ترميز للجين (إكسون 34). تزيل هذه الطفرات نطاقات PEST، التي تتوسط في تدمير البروتينات في البروتياسوم. تزال مجالات PEST هذه بسبب كود الإيقاف المبكر في تسلسل الأحماض الأمينية. لوحظ أن جميع أليلات متلازمة هاجدو تشيني لديها تدمير للبروتين قبل الأوان، أي قبل نسخ تسلسل PEST بالكامل. والنتيجة هي جين NOTCH2 ناضج مع تسلسل PEST مكتمل بشكل جزئي فقط. في بعض الحالات، لا يتم رؤية تسلسل PEST على الإطلاق. هذا يؤدي إلى عدم تدمير البروتينات الزائدة بسبب عدم وجود البروتياسوم.
يعبر عن جين NOTCH2 في كل مكان في الأنسجة الجنينية. عند البحث عن متلازمة هاجدو تشيني في الفئران، يؤدي الحذف المتماثل لـ NOTCH2 إلى الموت. هذه الملاحظة مهمة لأنها تشرح كيف لا يعزل النمط الظاهري لمتلازمة هاجدو تشيني في نظام واحد فقط من الجسم. يظهر NOTCH2 أيضًا أنه ينظم تكوين الخلايا العظمية RANK-L، وهو إنتاج ناقضات العظم الوظيفية. ناقضات العظم هي المكون الذي يكسر العظام. هذا هو السبب وراء ملاحظة فقدان العظام في مرضى متلازمة هاجدو تشيني، بسبب فرط نشاط RANK-L.